# Rollshausen
Rollshausen é um município da Alemanha localizado no distrito de Göttingen, estado da Baixa Saxônia.
Pertence ao Samtgemeinde de Gieboldehausen.

## Demografia
Evolução da população:
| - 1821 - 460 - 1939 - 579 - 1973 - 762 | - 1986 - 665 - 1996 - 684 - 2001 - 721 |